# タチツボスミレ
タチツボスミレ（立坪菫、学名: Viola grypoceras var. grypoceras または Viola grypoceras）は、スミレ科スミレ属の多年草。別名、ヤブスミレ。日本で、ごく身近に見られるスミレ類の一つである。丸い葉と立ち上がる茎が特徴である。和名の由来は、立つ茎をもち、庭（坪）に咲くスミレの意味で、「スミレ」は花の後ろにある距とよばれる花蜜を貯めているところが、大工道具の墨入れに似ていることから名がついたといわれる。

## 概説
日本のスミレ属は種類が多く、さまざまなものが各地に見られるが、花がほぼ同じ時期に見られるため、混同して扱われている場合が多い。種としてのスミレも普通種であるが、日本で目にする機会が多い代表的なスミレのひとつがタチツボスミレである。いくつかの近似種とともに広く見られる。
タチツボスミレとスミレは、次の点で違いが見分けられる。
- タチツボスミレ V. grypoceras A. Gray

茎は地中で短いが、成長すると茎は地表に伸びて立ち上がる。葉は始めは根出するが、茎が伸びると葉もそこにつくようになり、丸っこいハート形。花は薄紫色。
- スミレ Viola mandshurica W. Becker

茎は地中で短く、立ち上がらない。葉はすべて根出し、細長い矛型。花は濃い紫。

## 分布・生育地
北海道から琉球列島、国外では朝鮮南部、中国南部まで広く分布する。野原から山林内までさまざまな環境で生育し、市街地の道端、公園、郊外の雑木林、畦道まで広い範囲で見られる。垂直分布も幅が広く、本州中部では海岸から亜高山まで見られる。畑の周辺にもあるが、都会では本種よりスミレの方が優勢とされる。ただし個体数では本種が日本産スミレ中最大との評もある。陽だまりなどに群生していることが多い。

## 特徴
多年草。地下茎はやや短く、わずかに横にはい、古くなると木質化する。根出葉は細い葉柄があって、葉身は心形（ハート形）。葉にはあまり艶がない。花期は3 - 5月。花茎は葉の間から出て立ち上がり、先端がうつむいて花を付ける。花は典型的なスミレの花の形だが、スミレより丸っこく、花色は薄紫色の花弁に、濃紫色の筋が入っている。
花期が終わると、葉の間から茎が伸び始める。種のスミレは地上に茎を立てないが、タチツボスミレは季節が進むつれ、茎を伸ばしていく。茎は始め斜めに出て、それから立ち上がり、その茎の節々からも葉や花が出る。茎は高さ20センチメートルほどにまでなるが、年は越さず、次の春には、また地下茎から出発する。

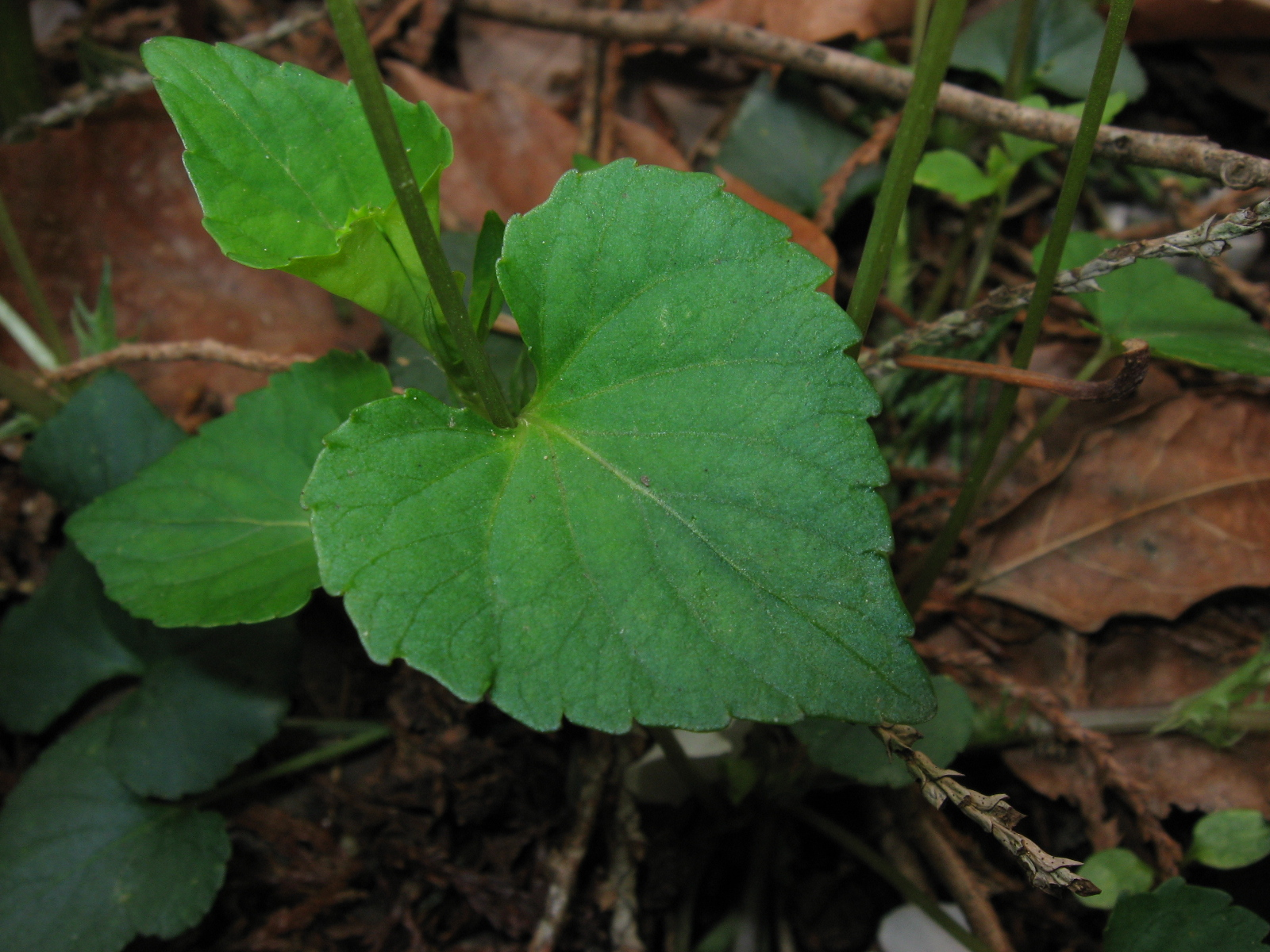
タチツボスミレの葉
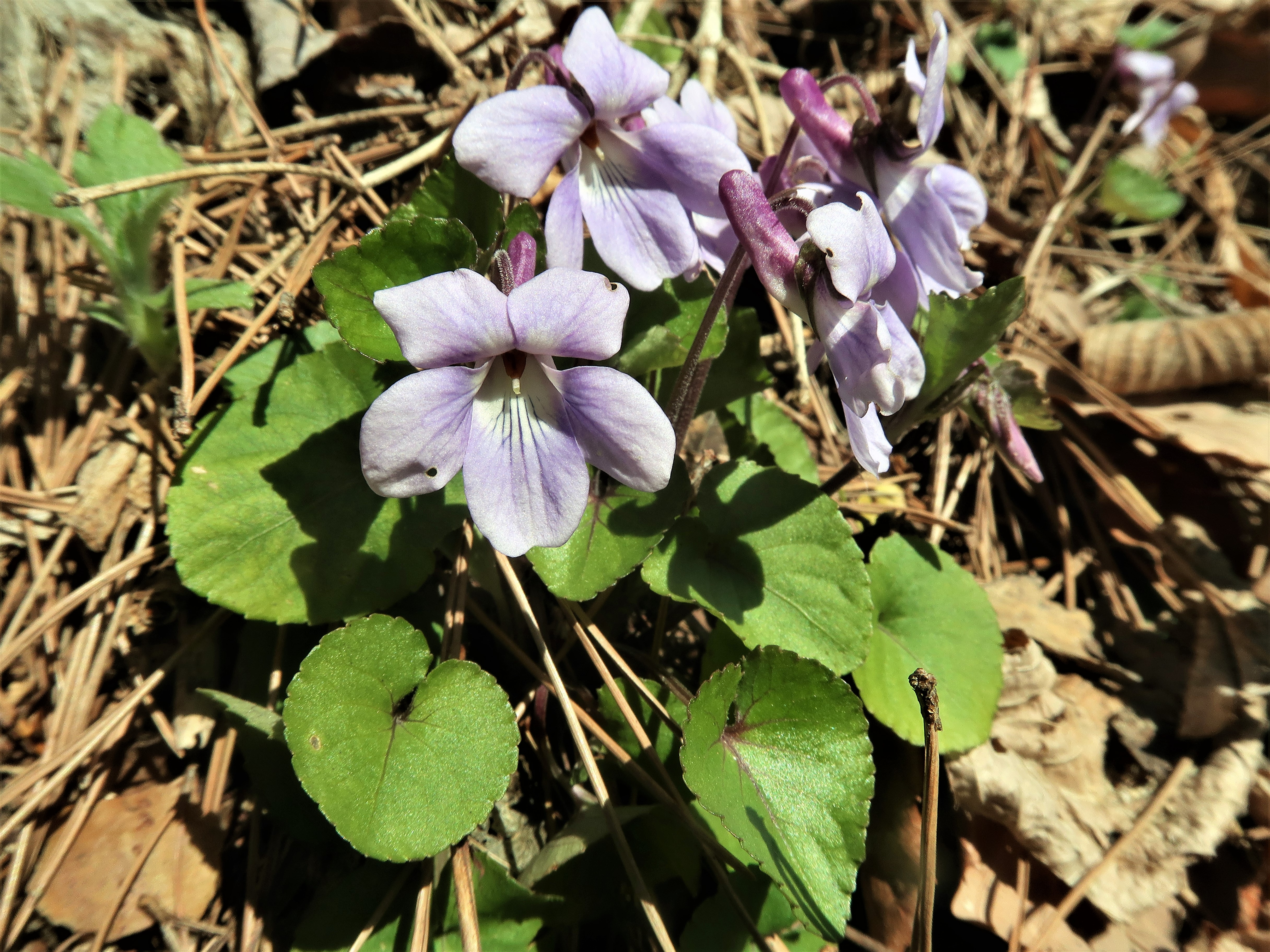
側弁の基部は無毛。唇弁の距は紫色になる。
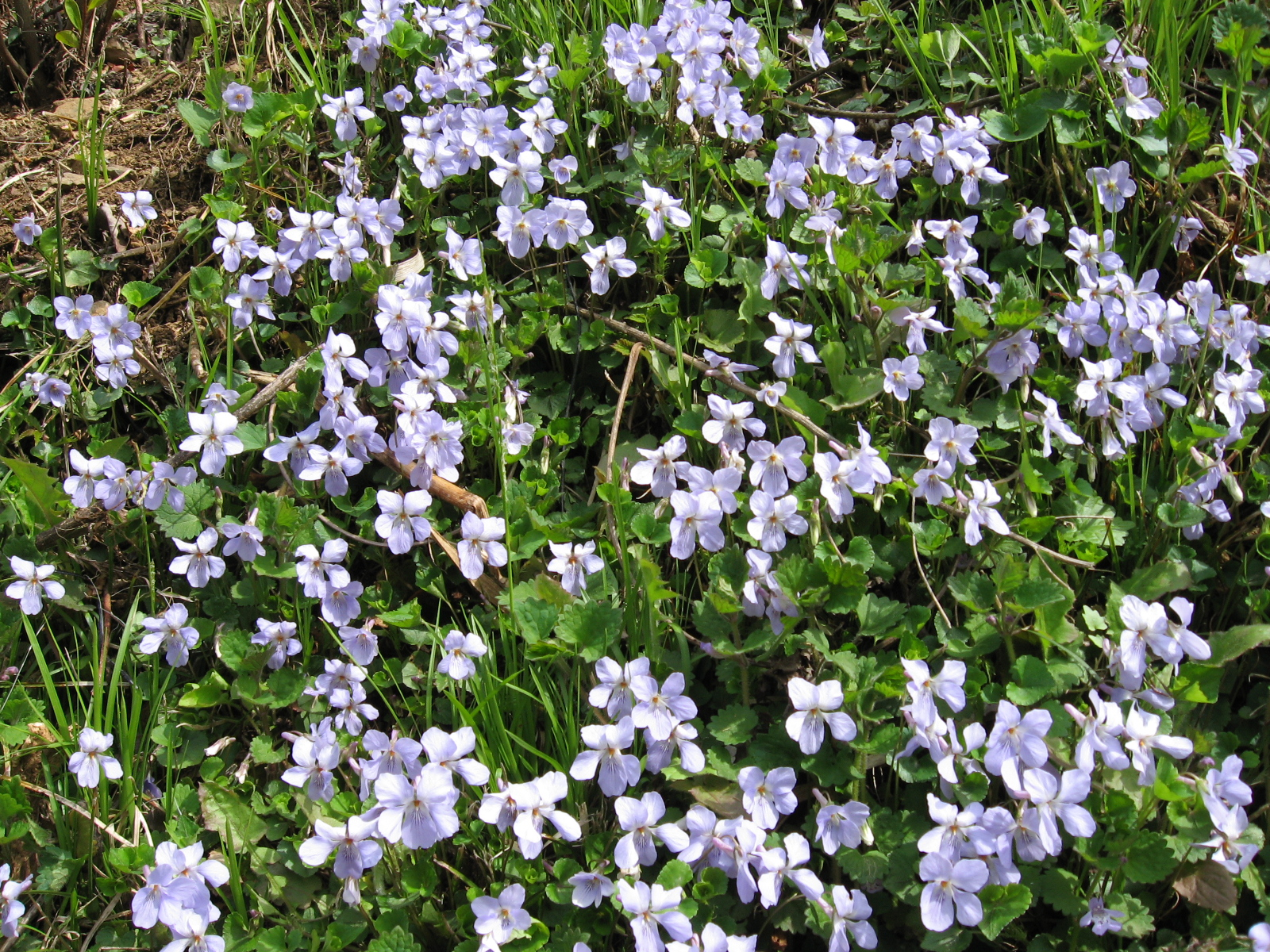
群生するタチツボスミレ

## 変異
分布域が広く、その環境もさまざまで、個体変異も多い。いくつかの変種が区分されている。ただし、考え方によっては変種と認めず、そのいくつかを品種とするなど、若干の揺れがある。
- コタチツボスミレ var. exilis (Miq.) Nakai：小型で葉は三角に近く、茎は横に這うようになりがち。近畿以西の本州から九州まで分布。
- ツルタチツボスミレ var. rhizomata (Nakai) Ohwi：葉は小さく三角、茎は横に伸び、先端の芽が地表で新苗となる。多雪地帯に適応したものと考えられ、京都から新潟の日本海側に見られる。
- ケタチツボスミレ var. pubescens Nakai：茎や葉に毛があるもの。本来はほぼ無毛。
- シチトウスミレ var. hichitoana (Nakai) F. Maek.：伊豆諸島産。やや大型で、托葉の切れ込みが粗い。

## 近縁種
さらにタチツボスミレの近似種もある。実際にはこれらが複数混在することもあるので、区別はなかなか難しい。
- アイヌタチツボスミレ V. sacchalinensis H. Boiss.

地下茎は強く木質化。托葉は浅く切れ込む。北海道と本州の一部、カムチャッカ、朝鮮北部からシベリアに分布。
- オオタチツボスミレ V. kusanoana Makino

高さ40センチ・メートルにもなる。北海道、本州の日本海側の山地から九州、朝鮮とサハリンに分布。
- イソスミレ V. grayi Franch. et Sava.

花は茎からのみ生じる。北海道、本州日本海側の海岸砂地に生える。
- ナガハシスミレ V.rostrata Pursh var. japonica (W. Becker et H. Boiss.) Ohwi

距が非常に長くてとがる。テングスミレとも。本州北部から鳥取県までの日本海側山地に分布、なぜか基本変種は北アメリカアパラチア山脈に隔離分布。
- テリハタチツボスミレ V. faurieana W. Becker

葉は厚くて光沢がある。本州北部日本海側に産する。
- ナガバタチツボスミレ V. ovato-oblonga (Miq.) Makino

タチツボスミレによく似ているが、立ち上がった茎から出る葉が、根出葉よりも細長くなる。花はやや細み。本州中部以西から九州、朝鮮南部まで。
- ニオイタチツボスミレ V. obtusa (Makino) Makino

花に香りがあることからの命名。花は丸っこくて紫が強く、中心部が白く抜ける。本州中部以西から九州まで、それに朝鮮に産する。全体に白い短毛があり、特に花柄はビロード状の毛が生える。
名前そのもので似ているものにはツボスミレと言うのもあるが、小さな白い花をつけるものであり、似ていないし近縁なものでもない。

## その他
1994年4月25日発売の430円普通切手の意匠になった。